# 豪克斯湾联足球俱乐部
豪克斯湾联足球俱乐部（Hawke's Bay United）是新西兰足球俱乐部，位于内皮尔。俱乐部属于新西兰足球锦标赛参赛球队，主体育场为蓝水体育场（Bluewater Stadium）。
俱乐部球员兼主教练为前苏格兰凯尔特人守门员乔纳森·古尔德，助理教练为鲍比·古尔德和前新西兰国家队主教练佩里·克同（Perry Cotton）。

## 球队历史
豪克斯湾联足球俱乐部成立于2004年，球队代表北岛东海岸，是每年8月至次年3月全国联赛8支球队之一，球队选择内皮尔城作为球队主场城市，并成立内皮尔城足球公司（Napier City Soccer Inc）。新西兰中部超级联赛强队内皮尔城流浪者为球队提供了多名球员。 
在新西兰足球锦标赛的首个赛季中(2004/2005)，内皮尔城流浪者取得8支球队中的第5名，第二个赛季中球队排名联赛垫底。